# Nilgirimistelfresser
Der Nilgirimistelfresser (Dicaeum concolor) ist eine Vogelart aus der Familie der Mistelfresser (Dicaeidae).
Mitunter wird die Art zusammen mit dem Andamanen-Mistelfresser (Dicaeum virescens) als Einfarb-Mistelfresser (Dicaeum minullum) betrachtet, von anderen aber als jeweils eigenständige Arten abgetrennt.
Der Vogel kommt an der Malabarküste und in den Westghats in Südwestindien vor.
Das Verbreitungsgebiet umfasst immergrüne und feuchte laubabwerfende Wälder und Waldränder und baumbestandene Lebensräume.

## Merkmale
Die Art ist 7–8 cm groß, wiegt zwischen 5 und 8 g. Der relativ kleine Mistelfresser hat einen langen und breitbasigen Schnabel. Die Oberseite ist olivbraun bis grau, Schnabelbasis und Iris sowie die Beine sind dunkel, die Unterseite ist hellgrau, der kurze Schwanz ist leicht gegabelt.
Die Art gilt als monotypisch.

## Stimme
Der Ruf des Männchens wird als wiederholte sehr kurze und schnelle, deutlich abfallende „tse’e’e’ep“ Triller beschrieben.

## Lebensweise
Die Nahrung besteht – soweit bekannt – hauptsächlich aus Nektar und Früchten bevorzugt von Misteln.
Die Brutzeit liegt zwischen Januar und Mai sowie im September. Die Nester werden von beiden Elternvögeln gebaut, auch Brutgeschäft und Aufzucht erfolgen gemeinsam.

## Gefährdungssituation
Der Bestand gilt als nicht gefährdet (Least Concern).